# Sextus Vettulenus Cerialis
Sextus Vettulenus Civica Cerialis est un sénateur et général romain du Ier siècle, surtout connu comme chef militaire pendant la première guerre judéo-romaine, puis gouverneur de Judée en 70-71. Il est consul suffect vers 72/73 puis gouverneur de Mésie vers 74/75 à 78/79.

## Biographie

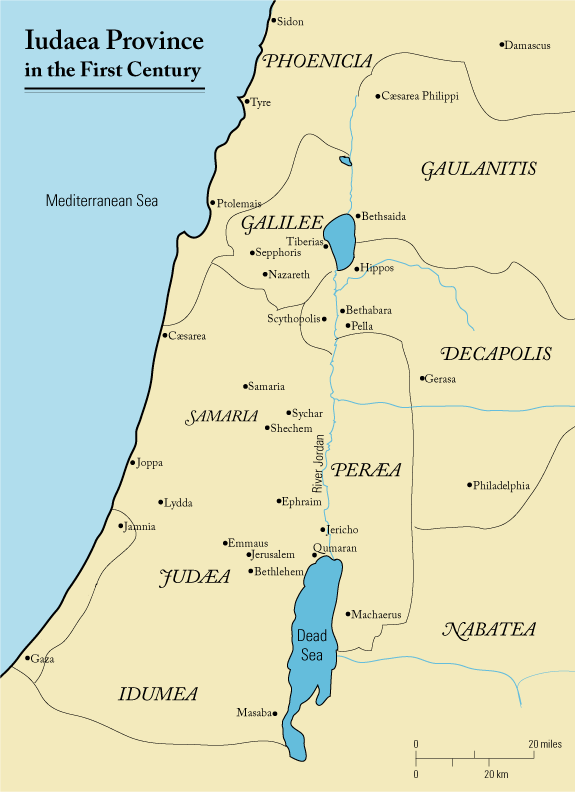
La région syro-palestinienne au Ier siècle.

### Carrière
Sous l'empereur Néron, il occupe le poste prestigieux de questeur de l'empereur. Il est ensuite préteur. Son nom figure sur un diplôme militaire daté, correspondant au 28 avril 75. Un « diplôme militaire » est un acte en bronze certifiant que le titulaire avait été honorablement libéré de l'armée romaine. C'est donc probablement à cette date que sa carrière militaire se termine. Le dernier document où son nom figure est une inscription datée, correspondant au 7 février 78. 
Au cours de la première guerre judéo-romaine, entre 66 et 70, Cerialis est légat de la legio V Macedonica, sous les ordres de Vespasien. Les deux autres légions sont commandées par Titus, fils de Vespasien, et Marcus Ulpius Traianus. Vespasien l'envoie soumettre les Samaritains puis les Édomites. 
Après le suicide de Néron en 68 et pendant l'année des quatre empereurs en 69, il est par conséquent présent lorsque son commandant en chef est proclamé empereur en juillet 69 par ses troupes. Après le siège de Jérusalem en 70, il reste à la tête de l'armée.
Au départ de Titus à Rome en automne 70, Cérialis devient gouverneur (légat d'Auguste propréteur) de Judée. Il obtient alors le commandement des troupes romaines de la province, y compris la legio X Fretensis. En 71, il est relevé par Sextus Lucilius Bassus. Vettulenus Cerialis rentre alors à Rome.
Vers 72-73, il est nommé consul suffect. Il est ensuite nommé gouverneur (légat d'Auguste propréteur) de Mésie vers 74/75 à 78/79.
Il semble avoir terminé sa carrière comme proconsul d'Afrique. Aucune source historique ne fait mention de sa mort. On ne sait même pas s'il a été ramené à Rome pour y être enseveli.

### Famille
Vettulenus Cerialis est originaire de Reate, capitale des territoires sabins au nord-est de Rome. W. Brian Jones mentionne que Cerialis est d'origine sabine. Il s'agit par ailleurs de la ville d'origine des Flaviens, ce qui peut expliquer les liens entre les deux familles, sa légation en Judée avec Vespasien puis sa carrière sous le nouvel empereur.
Il a un frère, plus jeune, du nom de Caius Vettulenus Civica Cerialis, probablement consul suffect en 75, gouverneur de Mésie après Sextus, de 78/79 à 82, puis proconsul d'Asie en 87/88, année de son exécution par Domitien à la suite de son échec face au soulèvement d'un faux Néron,.
Son fils Sextus Vettulenus Civica Cerialis est devenu consul éponyme en l'an 106 sous Trajan.

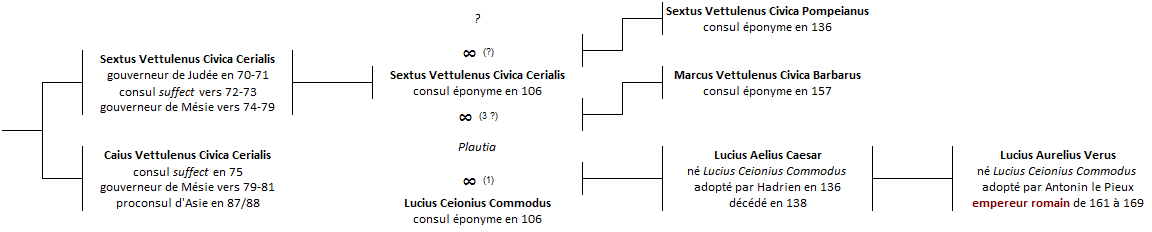
La famille des Vettuleni sous les Flaviens et les Antonins. Arbre non exhaustif.